# ألكسندر وورثي كليرك
ألكسندر وورثي كليرك (4 مارس 1820 - 11 فبراير 1906) هو جامايكي مورافي كان مبشرًا بارزًا ومعلمًا ورجل دين، وصل عام 1843 إلى محمية كريستيانسبورغ الدنماركية، وهي الآن أوسو في أكرا، غانا، والتي كانت تعرف آنذاك باسم ساحل الذهب. وكان جزءًا من المجموعة الأولى المكونة من 24 مبشرًا من المستوطنين في الهند الغربية من جامايكا وأنتيغوا الذين عملوا تحت رعاية جمعية بازل التبشيرية الإنجيلية في سويسرا. يتناسب النشاط التبشيري الكاريبي في أفريقيا مع «الحركة التبشيرية الأطلسية» في الشتات بين ثمانينيات القرن الثامن عشر وعشرينيات القرن العشرين. وبعد وقت قصير من وصوله إلى غانا عينت البعثة كليرك كأول شماس لكنيسة المسيح المشيخية أكروبونغ، التي أسسها أندرياس ريس أول مبشر ناجٍ في ساحل الذهب في عام 1835 لتكون أول كنيسة بروتستانتية للمنظمة في البلاد. وعُرف ألكسندر كليرك على نطاق واسع واعتبر أحد رواد السلف للكنيسة المشيخية في غانا. وكونه من رواد التعليم في غانا الاستعمارية صمم المناهج وطرق التدريس بالاشتراك مع زميليه المعلمين جورج بيتر تومسون وكاثرين مولغراف، وتأسست مدرسة إعدادية داخلية للرجال فقط، مدرسة سالم في أوسو في عام 1843. وفي عام 1848 كان كليرك عضو هيئة تدريس في مدرسة بازل الإرسالية، أكروبونغ، المعروفة الآن باسم كلية التعليم المشيخية، حيث كان مدرسًا في الدراسات الإنجيلية. وقد أسس مرسلو بازل مدرسة أكروبونغ اللاهوتية والعادية لتدريب معلمي التعليم المسيحي في خدمة الإرسالية. وتعد الكلية ثاني أقدم مؤسسة للتعليم العالي في غرب أفريقيا الحديثة المبكرة بعد كلية فورا باي في فريتاون، سيراليون التي تأسست عام 1827. وكان كليرك والد نيكولاس تيموثي كليرك (1862-1961)، وهو عالم لاهوت تدرب في بازل، وانتُخب أول كاتب سينودوس للكنيسة المشيخية في ساحل الذهب من عام 1918 حتى عام 1932، وشارك في تأسيس المدرسة الداخلية، وهي المدرسة الثانوية للبنين المشيخيين التي تأسست في عام 1938. كان ألكسندر وورثي كليرك أيضًا الجد الأكبر لعائلة كليرك ذات الأهمية التاريخية من ضاحية أوسو في أكرا.

## النشأة وتعليمه
ولد ألكسندر وورثي كليرك في 4 مارس عام 1820 في فيرفيلد بلانتاج بالقرب من سبور تري، أبرشية مانشستر تحت الحكم الاستعماري البريطاني. ولا يُعرف سوى القليل عن نسب كليرك وطفولته بخلاف أن والديه من المسيحيين الجامايكيين. كان الابن الثالث بين خمسة أشقاء وأربع شقيقات. وفي عام 1833 عندما كان ألكسندر كليرك يبلغ من العمر ثلاثة عشر عامًا، جرى سن «قانون الصغار»، الذي يمنح الحرية الفورية والكاملة للأطفال الذين تبلغ أعمارهم ست سنوات وما دون، ومنح وضع متوسط لمن هم أكبر سنًا. بين عامي 1838 و1842 درس كليرك اللاهوت المسيحي، والخدمة، والعقائد، والوعظ، والفلسفة والأخلاق، وعلم أصول التدريس، والتعليم في مدرسة فيرفيلد للمعلمين (ليريرسيمنار فيرفيلد)، وهي كلية لتدريب المعلمين ومدرسة لاهوتية، تأسست عام 1837 من قبل القس جيكوب زورن (1803 - 1843)، وهو من الرعايا الدنماركيين الناطقين بالألمانية وكان مشرفًا على الكنيسة المورافية في جامايكا وجزر كايمان من عام 1834 حتى وفاته عام 1843. كان زورن أيضًا مبشرًا لإرساليات كنيسة الإخوة المتحدون ومقرها لندن والمنظمة الشقيقة لها جمعية الإخوة لتعزيز الإنجيل. كان الفرع الجامايكي لكنيسة مورافيا، الذي كانت بداياته الأولى في عام 1754، في ذلك الوقت في جزر الهند الغربية لما يقرب من مئة عام.
كان أول المبشرين المورافيين في جامايكا هم زكريا جورج كاريس، وتوماس شالكروس، وغوتليب هابريخت، الذين بشروا بين العبيد في مقاطعة بوغ وتوسعوا فيما بعد إلى المزارع المحيطة. وكجزء من تعليمه الكلاسيكي درس كليرك أيضًا اللغات: الألمانية واللاتينية واليونانية والعبرية. أنشأ زورن معهد التدريب بناءً على طلب من قيادة الإرسالية المورافية لإعداد الشباب الجامايكي للمسيحية والتعليم المسيحي ونشر الإنجيل في جزر الهند الغربية بعد إلغاء الرق في الإمبراطورية البريطانية عام 1834، الذي تلاه التحرر الكامل للعبيد في جامايكا في 1 أغسطس عام 1838، بعد أكثر من عام بقليل من اعتلاء الملكة فيكتوريا العرش. كما أمل زورن إرسال خريجين من مدرسته التدريبية التبشيرية الصغيرة إلى البعثة الإنجيلية في أفريقيا. كما جرى إرشاد كليرك من قبل القس جيه بلاندفيلد في مدرسة مورافيا. وجرى تمويل تعليم كليرك من قبل امرأة مسيحية ثرية فيكتورية من باث، سومرست، السيدة بّي. سكيت (لقبها قبل الزواج: إيبيت) كمعلم مبشر. وجرى تعيين كليرك ليصبح مدرسًا للتعليم المسيحي ومبشرًا تابعًا لكاهن أو كلاسيكيات إرسالية فيرفيلد مورافيا، (تأسست في 1 يناير عام 1826) بعد تخرجه من المدرسة والتكريس اللاحق كمبشر في عام 1842.

## الأنشطة التبشيرية في ساحل الذهب

### السياق التاريخي
تشير الروايات المبكرة إلى أن كنيسة مورافيا في هيرنهوت في ساكسونيا بألمانيا، جندت أحد سكان ساحل الذهب عام 1735 ودربته في الفنون والفلسفة في جامعة كوبنهاغن. ومع ذلك عند عودته إلى ساحل الذهب، اكتشف الرجل أنه بالكاد يستطيع التحدث بلغته الأم. بدأت هذه الهيئات التبشيرية البروتستانتية سلسلة من الإرساليات الأوروبية، بما في ذلك الجمعية التبشيرية الهولندية، والجمعية التبشيرية الألمانية الشمالية، والجمعية التبشيرية المعمدانية، والجمعية التبشيرية الكنسية. مات بعض المرسلين خلال سنوات قليلة، ومات آخرون في غضون بضعة أشهر. دعا مديرو شركة غينيا الدنماركية إرساليات كنيسة الإخوة المتحدة، وهي جمعية تبشيرية تابعة لكنيسة مورافيا إلى ساحل الذهب، للتدريس في مدارس القلعة والحصن مع وصول خمسة مبشرين إلى كريستيانسبورغ في عام 1768. لكن أول دفعتين من أحد عشر مبشرًا ماتوا جميعًا في غضون فترة قصيرة من أمراض المناطق المدارية مثل الملاريا وحمى المياه السوداء والحمى الصفراء والزحار، حيث لم يتأقلموا تمامًا مع البيئة المحلية. كما أصيب المبشرون الأوروبيون الذين عملوا في منطقة البحر الكاريبي وأمريكا اللاتينية وجنوب شرق آسيا بحمى الضنك. أسست مجموعة من المسيحيين البروتستانت من اللوثرية المورافية والكنائس الإصلاحية الشقيقة الأخرى في ألمانيا وسويسرا الجمعية التبشيرية الألمانية في عام 1815 «كنتيجة لتعهد اتخذه بعض المسيحيين المخلصين في بازل في مواجهة تهديد عسكري». أكد المؤمنون المسيحيون أنه «إذا كان الإله سيحفظ مدينتهم، فقد تعهدوا ببدء معهد لتدريب المبشرين». في وقت لاحق غيرت البعثة اسمها إلى جمعية بازل التبشيرية الإنجيلية، وأخيرًا بعثة بازل. هذه الجمعية التبشيرية الألمانية لها جذور في الجمعية المسيحية الألمانية، التي تأسست في بازل عام 1780 كزمالة لقراءة الكتاب المقدس سعت إلى نشر الأدب المسيحي. وقد تصوروا العمل مع جمعيات تبشيرية راسخة تعمل بالفعل في «مناطق غير منصرة» في العالم.